# Jesús Carmona
Jesús Carmona (Badalona, 1985 --). Ballarí de flamenc i coreògraf que ha participat en diversos escenaris internacionals sent una de les promeses més rellevants en el seu camp, que arriba a un reconeixement mundial amb el Premi Benois de la Danse del 2020.

## Inicis
Es llicència en Dansa Espanyola i Flamenc al Conservatori Professional de Dansa de l'Institut del Teatre de Barcelona. Es recolza amb la formació rebuda per Bárbara Kasprovich, Rodolfo Castellano, Ion Garnica i Carmen Huguet en dansa clàssica, rebent alhora formació de flamenc amb Antonio Canales, Eva Yerbabuena, Domingo Ortega, Manuela Carrasco i Ángel Rojas, entre altres mestres. Es consagra com a millor ballarí en el XX Certamen de Danza Española y Flamenco de Madrid en 2011, i debuta professionalment als 16 anys al Teatre Zorrilla de Badalona amb l'Orquestra del Liceu de Barcelona.

## Trajectòria
Entre 2002 i 2006 treball per al Nuevo Ballet Español i amb altres companyies com les de Carmen Cortés, El Güito, Rafael Amargo, Antonio Canales i La Truco. Destaca com a solista i comparteix escena juntament amb Lola Greco, Isaac de los Reyes, Adela Campallo i Olga Pericet.
El 2006 presenta el seu primer muntatge, El silencio de la luna, amb gran acollida de públic i crítica. És escollit per formar part del Ballet Nacional de España, el 2007 on assumeix la responsabilitat como a primer ballarí de la companyia, on hi resta fins al 2010.
El 2011, emprèn el seu segón espectacle propi, Cuna Negra i Blanca, concebut com un nou pas en la seva evolució artística i personal, estrenat en la 17ª edició de la Bienal de Flamenco de Sevilla. Després arribarien les produccions: 7 balcones (2013), Ímpetu's (2015), Amator (2018), El salto (2020), en la que juga amb la fusió d'estils i tipologies de dansa que van fins a l’avantguarda com la dansa japonesa Butō o el trap i que tracten el discurs sobre la masculinitat. The game, Baile de bestias (2021) i Super viviente (2024).
Els seus espectacles ‘Amator’ i ‘Ímpetu’s’ han fet gira per l'Òpera de Dubai, el Suzhou Arts Center de la Xina, el Sadler’s Wells de Londres, el The Lowry de Manchester, el  New York City Center i el Lincoln Center de Nova York, el Irvine Barclay Theater  de Los Ángelesi el Berklee Performance Center de Boston, arribant fins i tot a la Galería Pharos de Tasmània i el Radu Theater de Transsilvània.
El govern de la Comunitat de Madrid va encarregar la direcció del Ballet Español de la Comunitat amb seu als Teatros del Canal des d'octubre de 2023 que venia a substituir al dissolt Ballet de Víctor Ullate. Aquesta gestió ha ha acabat a finals de 2024 per decisió personal.
La periodista Marina Harsh al  New York Times el descrivia com el fenomen del flamenc i reconeixia “Bandera no sols del nou flamenc, sinó de la dansa espanyola".

## Reconeixements
- Millor ballarí del XX Certamen de Danza Española y Flamenco de Madrid (2011).[2]
- Premi Desplante en el 52º Festival Internacional de Cante de las Minas de la Unión.[3]
- Latin Uk Awards com a millor artista internacional i producció internacional de dansa per Impetu's (2018)[11][16]
- Premi El Ojo Crítico de Danza de Radio Nacional de España (2019).[3]
- Premi Nacional de Danza en la modalitat de Creació (2020).[4]
- Premi Benois de la Danse com a millor ballarí del món (2021).[4][17][18]
- Premi Max al Millor Intèrpret Masculí de Dansa (2022).[4]